# ルイス・ヒメネス (サッカー選手)
ルイス・アントニオ・ヒメネス・ガルセス（Luis Antonio Jiménez Garcés, 1984年6月17日 - ）は、チリ・サンティアゴ出身の元同国代表サッカー選手。現役時代のポジションはMF（攻撃的ミッドフィールダー）。
母国で確固たる評価を確立せずにヨーロッパのトップリーグであるセリエAで成功したという点で、珍しいキャリアの持ち主である。ニックネームはEl Mago（エル・マゴ、魔術師の意）。ルイス・フィーゴをして「テクニックは既に完成されている」と言わしめるほどのテクニックを持つ。利き足の右足だけでなく、左足も使うことができる。

## 経歴

### キャリア初期
パレスチナ系チリ人であり、彼らと縁深いクラブであるCDパレスティーノでキャリアをスタートさせる。2002年にイタリアのテルナーナ・カルチョへ移籍。4シーズンで88試合に出場し、25ゴールを挙げた。2006年の冬の移籍市場で、ACFフィオレンティーナに共同保有選手として移籍。主に右のウイングとしてプレーしたが、センターフォワードも務めた。同クラブでは19試合に出場し、3ゴールを挙げた。

### ラツィオ
2006年6月末にテルナーナは保有権を買い戻したが2006-07シーズンをセリエC1で戦うことが決まっていた。セリエAのSSラツィオが買い取りオプション付きのレンタル移籍オファーを提示したが、テルナーナは自クラブ4選手の給与の支払いを要求し交渉は決裂した。自身はテルナーナに残留することになったが、クラブの措置に不満を抱きFIFA（国際サッカー連盟）に提訴しテルナーナでプレーしない意向を示した。2007年1月15日、最終的にラツィオと1100万ユーロでのレンタル移籍に同意。同月27日のUSチッタ・ディ・パレルモ戦に出場した。

### インテル
2007年7月15日、インテルナツィオナーレ・ミラノへのレンタル移籍が発表された。UEFAチャンピオンズリーグのフェネルバフチェSK戦でインテルでの初得点を記録。12月の古巣フィオレンティーナ戦でもゴールを決めた。さらに古巣ラツィオ戦では1アシストを記録した。シーズン終了後にインテルへ共同保有で移籍。しかし2008-09シーズンは怪我の影響もあり6試合の出場に留まった。

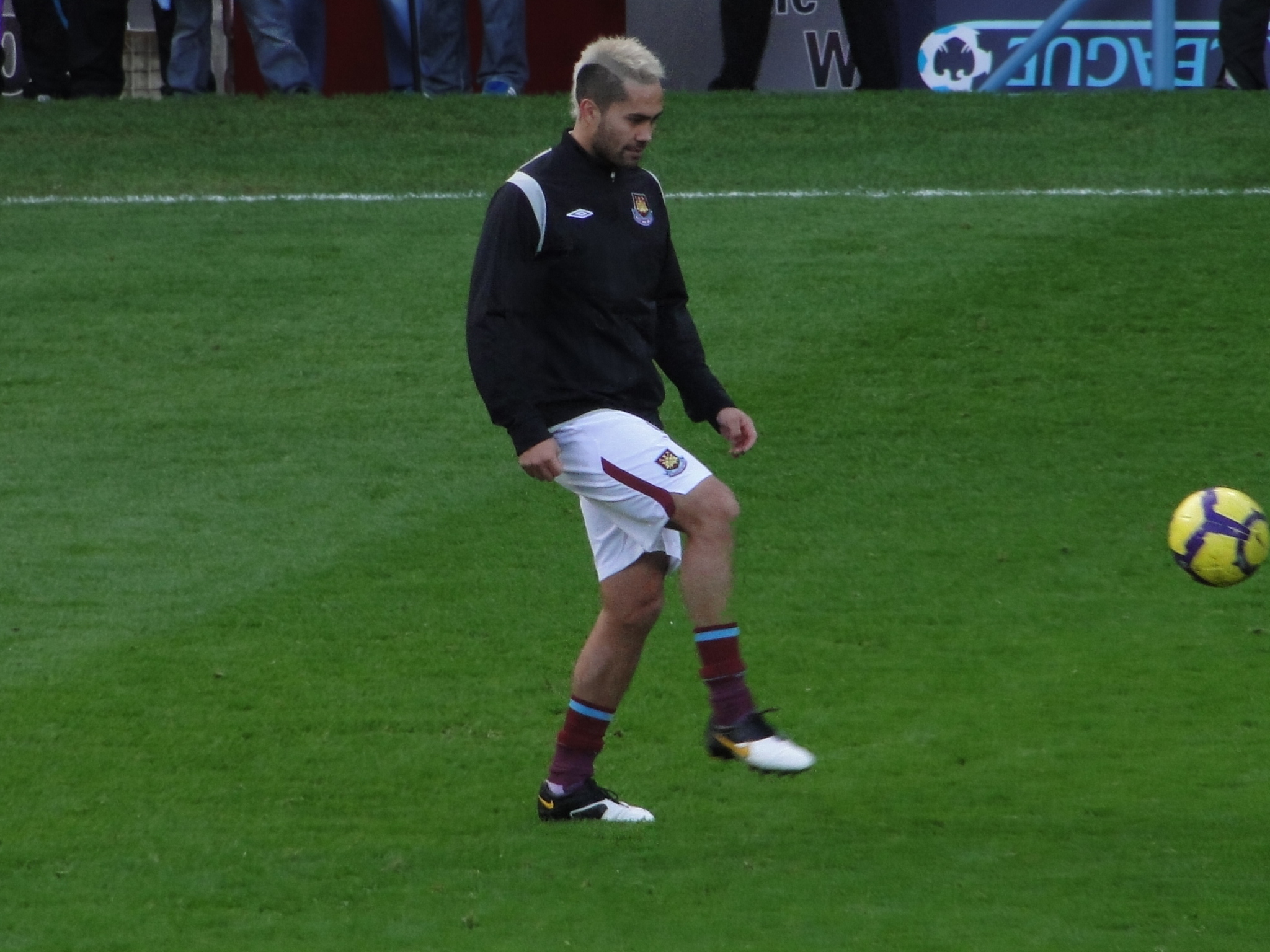
ウェストハム時代（2009年）

2009年6月23日、イングランド・プレミアリーグのウェストハム・ユナイテッドFCへのレンタル移籍が発表された。同年8月15日のウルヴァーハンプトン・ワンダラーズFC戦でプレミアリーグデビュー。11月25日のバーンリーFC戦ではプレミア初得点を記録した。2010年1月、パルマFCへレンタル移籍しイタリアに復帰した。

### テルナーナ復帰
シーズン終了後にテルナーナへ復帰し、2010年8月31日にACチェゼーナへレンタル移籍。チーム内得点王となる9得点を記録しクラブのセリエA残留に貢献。シーズン終了後にチェゼーナは完全移籍を望んだがテルナーナが難色を示したため交渉が決裂。FIFAへ連盟規約第17条に基づいて再び提訴しテルナーナとの契約を解除した。

### UAE時代
2011年6月29日、アラビアン・ガルフ・リーグのアル・アハリ・ドバイに4年契約で移籍した。クラブのアンバサダーに就任したファビオ・カンナヴァーロの存在を中東への挑戦の要因として挙げている。シーズン終了後にはUCサンプドリアやフィオレンティーナからオファーが届いたが、アル＝ラシード・スタジアムでプレーを続けることを表明した。同クラブではキャプテンを務め、数々の国内タイトル獲得に貢献した。
2015年7月4日、アル・ナスルSCと2年契約を締結した。

### カタール時代
2016-17シーズンよりカタール・スターズリーグのアル・アラビ・ドーハに加入。リーグ戦22試合10得点を記録した。シーズン終了後にアル・アラビとの契約を双方合意に基づき解除し、2017年7月15日に同リーグのアル・ガラファと2年契約を締結した。翌年1月30日から半年間はカタールSCでプレーした。

### 母国復帰
2017-18シーズン終了後に母国のウニベルシダ・デ・チレやウニオン・エスパニョーラと交渉したが、移籍は実現しなかった。2018年8月9日、自身がプロデビューしたクラブであるパレスティーノへ16年振りに復帰した。
2022年5月、パレスティーノから現役引退が発表されたが、7月19日にデポルテス・マガジャネスに加入した。

## 代表歴
2004年4月28日のペルー戦でチリ代表デビュー。2005年6月4日にはマルセロ・サラスの代表における35得点目をアシストした。初得点はワールドカップ予選のボリビア戦で達成し、4日後のベネズエラ戦でもゴールを記録した。チリ代表ではキャプテンを務めていた時期もあった。

## タイトル
インテル
- セリエA : 2007-08, セリエA (サッカー) 2008-09
- スーペルコッパ・イタリアーナ : 2008

アル・アハリ
- アラビアン・ガルフ・リーグ : 2013-14
- アラビアン・ガルフ・スーパーカップ（英語版）: 2013
- UAEプレジデントカップ : 2012-13
- アラビアン・ガルフ・カップ（英語版）: 2011-12, 2013-14

パレスティーノ
- コパ・チレ（英語版）: 2018